# Флаги Австрии
Это список флагов, используемых в Австрии. Чтобы узнать дополнительные сведения о государственном флаге, посетите статью Флаг Австрии.

## Государственные флаги
| Флаг | Продолжительность | Использование                               | Описание |
| ---- | ----------------- | ------------------------------------------- | --- |
|      |                   | Национальный флаг Австрийской Республики    | Флаг Австрии состоит из трех равных горизонтальных полос красного (сверху), белого и красного цвета.                                                         |
|      |                   | Государственный флаг Австрийской Республики | Орел держит серп и молот, представляющие рабочих и крестьян, а на голове у него венец в виде стенных зубцов, олицетворяющий средний класс и жителей городов. |

## Штандарты
| Флаг | Продолжительность | Использование                                                         | Описание |
| ---- | ----------------- | --------------------------------------------------------------------- | -------- |
|      |                   | Штандарт Члена Федерального правительства или федерального президента |          |
|      |                   | Штандарт генералов австрийских вооружённых сил                        |          |

## Флаги земель
| Флаг | Продолжительность | Использование        | Описание |
| ---- | ----------------- | -------------------- | -------- |
|      |                   | Флаг Бургенланда     |          |
|      |                   | Флаг Вены            |          |
|      |                   | Флаг Верхней Австрии |          |
|      |                   | Флаг Зальцбурга      |          |
|      |                   | Флаг Каринтии        |          |
|      |                   | Флаг Нижней Австрии  |          |
|      |                   | Флаг Тироля          |          |
|      |                   | Флаг Форарльберга    |          |
|      |                   | Флаг Штирии          |          |

## Исторические флаги
| Флаг | Продолжительность   | Использование                                                                                                   | Описание |
| ---- | ------------------- | --- | -------- |
|      | 1700—1918           | Флаг Габсбургской монархии, флаг Австрийской империи, а также флаг Цислейтании от Австро-Венгерского соглашения |          |
|      | 1786—1915           | Флаг ВМС Австро-Венгрии                                                                                         |          |
|      | 1869—1918           | Торговый флаг Австро-Венгрии                                                                                    |          |
|      | 1915-1918           | Флаг ВМС Австро-Венгрии                                                                                         |          |
|      | 1815—конец XIX века | Штандарт императора                                                                                             |          |
|      | Конец XIX века—1915 | Штандарт императора                                                                                             |          |
|      | 1915—1918           | Штандарт императора                                                                                             |          |